# Unió Nacional de Forces Populars
La Unió Nacional de Forces Populars (UNFP; àrab: الإتحاد الوطني للقوات الشعبية, al-Ittiḥād al-Waṭ̣anī li-l-Quwāt ax-Xaʿbiyya; francès: Union nationale des forces populaires) va ser un partit polític d'esquerres marroquí d'ideologia nacionalista, republicana i socialista, antecessor de la Unió Socialista de Forces Populars (USFP), fundat a Casablanca el 7 de setembre de 1959 a partir d'una escissió del Partit de la Independència (Istiqlal).
El 1975, la secció de Rabat de l'UNFP es va escindir i va prendre el nom d'Unió Socialista de Forces Populars. La UNFP va boicotejar totes les eleccions i consultes polítiques des 1972. Des de la mort del seu líder històric, Abdallah Ibrahim el 2005 l'UNFP no registra cap activitat política significativa.

## Gènesi: el Moviment del 25 de gener de 1959
L'UNFP té el seu origen inicial en el "Moviment del 25 de gener", és a dir, la revolta de l'ala esquerra de l'Istiqlal en contra de la direcció del partit, sobretot l'actitud d'aquest últim amb relació a un dels seus militants, Abdellah Ibrahim que llavors era primer ministre.
Ibrahim, malgrat el seu estatus de membre dirigent del Partit Istiqlal (membre de la comissió executiva سنوات الصمود في قلب الإعصار، حوار مع محمد الوما), va ser criticat regularment les seves accions de govern, a causa de les crítiques la contradicció de les dues grans corrents de l'Istiqlal, l'ala conservadora i nacionalista d'Allal al-Fassi, Ahmed Balafrej o M'hamed Boucetta, i la progressista, tercermundista i sindicalista d'Abderrahim Bouabid, Abdellah Ibrahim o Mehdi Ben Barka.
Aquesta oposició es troba també en les estructures de l'Istiqlal, els òrgans regionals van ser controlats per l'ala progressista, mentre que l'ala conservadora va retenir el control de l'aparell central. A més dels locals, els membres del moviment també van tenir el suport de moltes organitzacions de joves, inclosos els treballadors joves de la UMT, aleshores única central sindical al Marroc.
Paral·lelament, el moviment també tracta de controlar el diari de l'Istiqlal (Al Alam) però té èxit a mitges, ja que molts empleats i periodistes accepten deixar-lo i començar un nou diari, l'"alliberador" (Al Mouharir/المحرر) el primer número del qual apareixerà el 2 d'abril de 1959.
Així que totes les organitzacions juvenils nacionals més o menys vinculades a l'Istiqlal decideixen separar-se sense escindir-se immediatament. Això va suposar, per als líders de la revolta, obligar els seus col·legues en el lideratge a consentir l'organització d'una conferència.

## Fundació UNFP: Congrés de 6 de setembre de 1959
El congrés de fundació de la UNFP es va dur a terme en el cinema "Kawakib" de Casablanca, amb la participació de moltes organitzacions anteriorment unides a l'Istiqlal, els Comitès Regionals de la Federació Unida del Partit Istiqlal, representants de la UMT, i els delegats de la Unió Marroquina de la Joventut i de l'UNEM.
El congrés va donar lloc a una resolució que demanava als signants renunciar a la seva afiliació i color polítics per fundar, en un clima de germanor sincera, la Unió Nacional de Forces Populars, tot i assignant una llista objectius:
- La defensa de la independència del país
- La retirada dels exèrcits estrangers
- Liquidació dels problemes heretats de l'època colonial
- Mantenir la política d'alliberament econòmic
- Introducció de la reforma agrària
- Adopció d'una política d'industrialització
- Nacionalització de sectors econòmics vitals
- L'establiment d'una democràcia realista en favor de la qual els ciutadans puguin - a nivell local i nacional - procedir ells mateixos a la gestió dels seus assumptes en el marc d'una monarquia constitucional, sota els auspicis del rei Mohammed V
- Ajuda i suport al poble d'Algèria en la seva lluita per la independència, per aconseguir la unitat del Magrib àrab.

## Oposició i repressió
El seu periòdic, At-Tahrir va ser prohibit als dos mesos de fundar-se el partit, i alguns dels seus dirigents empresonats, malgrat seguir sent un partit legal. Va tenir un lideratge diverss: mentre Abderrahim Bouabid i Abderrahmane Youssoufi eren considerats moderats, Mohamed Basri promovia la lluita armada, i Ben Barka van optar per oposar-se al govern des de l'exili. Tanmateix el seu major cop repressor el va patir el 1963 i 1964, quan milers dels seus militants, inclosos la majoria dels seus dirigents, van ser arrestats i condemnats per preparar un suposat complot contra la vida del nou rei Hassan II. Tanmateix va seguir sent legal.
La UNFP va tenir gran predicament al Marroc dels primers anys 60 gràcies, entre altres coses, al prestigi del seu líder Mehdi Ben Barka, figura cèlebre a nivell internacional pel seu treball en el moviment tercermundista. Aquest va donar suport al govern del Front Nacional d'Alliberament d'Algèria d'Ahmed Ben Bella durant la Guerra de les Arenes. Va ser assassinat a França, on hi era exiliat, l'octubre de 1965, alguns mesos després dels aldarulls de 1965.
El 1975 la major part de la UNFP es convertirà en Unió Socialista de Forces Populars, un partit considerat de centre esquerra. Un petit grup liderat per Abdallah Ibrahim va mantenir la denominació UNFP fins a la seva mort en 2005.